# SN 2000bg
SN 2000bg – supernowa typu IIn odkryta 1 kwietnia 2000 roku w galaktyce NGC 6240. W momencie odkrycia miała maksymalną jasność 17,40m.